# Centre-Ville (album)
 (juin 2017).
Si vous disposez d'ouvrages ou d'articles de référence ou si vous connaissez des sites web de qualité traitant du thème abordé ici, merci de compléter l'article en donnant les références utiles à sa vérifiabilité et en les liant à la section « Notes et références ».
Albums de Garolou
Profil
(1981) Tableaux d'hier Vol. 1
(1991)
Singles
1. Seul au centre-ville / Je savais pas[1]
Sortie : 1982
2. Tu ouvres la porte / Parle-moi[1]
Sortie : 1982

Centre-Ville est le quatrième album du groupe de musique traditionnelle, rock et folk franco-ontarien et québécois Garolou, sortie en 1982. C'est le seul disque du groupe qui comprend des compositions originales.

## Présentation
La veine folklorique devenant trop contraignante, Garolou passe outre la tradition et décide, pour son album Centre-Ville d'enregistrer et de révéler au public des compositions inédites des membres du groupe.
L'album fait l'objet d'un long et méticuleux processus de production mais, malgré un bon succès de la chanson Tu ouvres la porte, les ventes sont beaucoup moins importantes que pour les albums précédents, entraînant la dissolution temporaire du groupe après une tournée d'adieu en 1983.
Toutefois, Centre-Ville est nommé pour le Prix Félix, récompense remise aux artistes québécois lors du gala de l'ADISQ, dans la catégorie « Microsillon de l'année – Rock », gratification que le groupe a déjà remporté pour ses deux précédents albums Garolou et Romancero.
À l’exception des chansons Pleine lune et Peine perdue, ce disque est réédité au format CD en 1991 dans la compilation Tableaux d'hier Vol. 2, en supplément des titres de l'album Garolou.

## Liste des titres
| A1. | Tu ouvres la porte | Michel H. Lalonde                               | 3:47 |
| A2. | Je deviens fou     | Réginald Guay                                   | 5:47 |
| A3. | Aller-retour       | Alain Roberge, Michel H. Lalonde                | 4:04 |
| A4. | Terre              | Alain Roberge, Michel H. Lalonde, Réginald Guay | 6:26 |

| Face B | Face B               | Face B                                          | Face B | Face B | Face B | Face B | Face B | Face B | Face B |
| No     | Titre                | Auteur                                          | Durée  |        |        |        |        |        |        |
| ------ | -------------------- | ----------------------------------------------- | ------ | ------ | ------ | ------ | ------ | ------ | ------ |
| B1.    | Pleine lune          | Alain Roberge, Michel H. Lalonde, Réginald Guay | 4:14   |        |        |        |        |        |        |
| B2.    | Peine perdue         | Gaston Gingras                                  | 4:22   |        |        |        |        |        |        |
| B3.    | Parle-moi            | Alain Roberge, Marc Lalonde                     | 4:15   |        |        |        |        |        |        |
| B4.    | Je savais pas        | Michel H. Lalonde                               | 4:23   |        |        |        |        |        |        |
| B5.    | Seul au centre-ville | Alain Roberge, Marc Lalonde                     | 5:33   |        |        |        |        |        |        |
| 42:51  |                      |                                                 |        |        |        |        |        |        |        |

## Membres du groupe
- Michel Lalonde : chant, guitare
- Marc Lalonde : guitare basse, chant
- Gaston Gagnon : guitare solo, chant
- Réginald Guay : claviers, chant
- Michel (Stan) Deguire : batterie

Invité
- Reynald Wiseman : saxophone[7]